# Martin Jol
Maarten Cornelius "Martin" Jol (Hága, 1956. január 16. –) holland labdarúgó, edző. A 2008–2009-es szezonban a német Hamburger SV edzője, korábban az angol Tottenham Hotspur menedzsere volt. Aktív játékosként több mint 400 mérkőzésen játszott, és háromszor szerepelt a holland válogatottban.

## Pályafutása

### Játékosként
Karrierjét az amatőr Berg I.L. csapatánál kezdte, majd a helyi klub, az ADO Den Haag vette meg 1,2 millió guldenért. 1973-ban vált profivá a klubnál. 1975-ben holland kupát nyert a csapattal, majd 1978-ban a Bayern Münchenhez került.
1979-ben visszatért Hollandiába az FC Twente csapatához. 1982-ben Angliába ment, és csatlakozott a West Bromwich Albion-hoz. 1984-ben a Coventry City játékosa lett, majd egy évvel később visszatért korábbi csapatához, az ADO Den Haag-hoz. Itt megnyerte az Év Holland Játékosa díjat.

### Edzőként
Jol edzői karrierje Hollandiában kezdődött 1991-ben. Átvette az ADO Den Haag amatőr csapatának irányítását, és a harmadosztályból az elsőosztályba vezette őket. Innen 1995-ben a Scheveningen-hez került egy szezonra, ahol megnyerte a csapattal az amatőr nemzeti bajnokságot. Két évet töltött a Roda JC együttesénél, és megnyerte a holland kupát (A Roda első trófeája 30 év óta).
1998 és 2004 között egy profi holland csapat, az RKC Waalwijk edzője volt, és megmentette őket a másodosztályba kerüléstől. Megkapta az Év edzője a szakírók szerint, és az Év edzője a játékosok és az edzők szerint díjakat 2001-ben és 2002-ben.
2003-ban a Manchester United tárgyalt Jol-lal, mint egy lehetséges United segédedzővel.

#### Tottenham Hotspur
2004 júniusában az RKC Waalwijk tagadta azon híreket, hogy Jol az angol Tottenham Hotspur segédedzője lesz. Pár nappal később azonban Jol elfogadta az állást az új Spurs edző, Jacques Santini mellett. Santini csupán pár meccs erejéig maradhatott, így Jol először megbízott edző lett, majd átvette a csapat irányítását. Első fontos lépése volt, hogy Michael Carrick számára lehetőséget adott a kezdőcsapatban, akit Santini mellőzött.
A 2004-2005-ös szezon alatt megnyerte a hónap edzője díjat decemberben. 2005 augusztusában újabb 3 éves szerződést írt alá. A szezon 9. hellyel végződött a bajnokságban, csupán 2 ponttal lemaradva az UEFA-kupás helytől. Ez az utolsó napon játszott hazai, Blackburn Rovers elleni döntetlen miatt nem sikerült.
A 2005-06-os szezonban sem szereztek kupát, viszont a szezon előtt megnyerték a Peace Cup-ot Dél-Koreában, ahol olyan csapatok szerepeltek, mint a PSV Eindhoven, a Lyon, vagy a Boca Juniors. A Spurs a Lyon ellen győzött a döntőben 3–1-re. A szezonban a csapat mindig az első hat csapat közt volt a tabellán, végül Jol az 5. helyre vezette őket, ami UEFA-kupa indulást jelentett.
A 2006–07-es szezonban a Spurs 1990 óta először ismét győzött a Chelsea ellen. A szezon végén ismét az 5. helyen végzett a csapat, ezen kívül bejutott a Ligakupa elődöntőjébe, valamint az UEFA-kupa és az FA Kupa negyeddöntőjébe, viszont egyik kupa elhódítása sem sikerült.
2007. október 25-én, a Getafe ellen elveszített UEFA-kupa mérkőzés után menesztették a klubtól. Jol a szurkolók tiszteletével övezve távozott, ő volt a csapat legsikeresebb edzője a Premier League-korszakban. Távozása után ismét szóba hozták az Ajax csapatával.

#### A Tottenham után
2007 novemberében felajánlották neki a Birmingham City menedzseri posztját, de elutasította a felkérést. Azonban azt nyilatkozta, nem zárja ki a visszatérést a Premier League-be.
A 2008–09-es szezontól a német Hamburger SV menedzsere lett. A szintén holland Huub Stevens munkáját vette át, aki a PS Eindhovenhez távozott. Jol kétéves szerződést írt alá a klubnál.

## Sikerei, díjai
Roda JC
- Holland Kupa győztes 1996–1997

RKC Waalwijk
- Az Év Edzője a szakírók szerint 2001
- Az Év Edzője a játékosok és az edzők szerint 2002

## Statisztika

### Mérkőzései a holland válogatottban
| Hollandia | Hollandia          | Hollandia                            | Hollandia   | Hollandia | Hollandia | Hollandia  | Hollandia | Hollandia |
| #         | Dátum              | Helyszín                             | Hazai       | Eredmény  | Vendég    | Kiírás     | Gólok     | Esemény   |
| --------- | ------------------ | ------------------------------------ | ----------- | --------- | --------- | ---------- | --------- | --------- |
| 1.        | 1980. október 11.  | Eindhoven, Philips Sportpark         | Hollandia   | 1 – 1     | NSZK      | barátságos | -         |           |
| 2.        | 1980. december 30. | Montevideo, Estadio Centenario       | Uruguay     | 2 – 0     | Hollandia | Mundialito | -         |           |
| 3.        | 1981. január 6.    | Montevideo, Estadio Centenario (URU) | Olaszország | 1 – 1     | Hollandia | Mundialito | -         |           |
|           | Összesen           |                                      |             | 3         | mérkőzés  |            | 0         | gól       |